# Sempesserre
Sempesserre é uma comuna francesa na região administrativa de Occitânia, no departamento de Gers. Estende-se por uma área de 20,99 km². Em 2010 a comuna tinha 301 habitantes (densidade: 14,3 hab./km²).